# Ken’ichi Shimokawa
Ken’ichi Shimokawa (jap. 下川健一 Shimokawa Ken’ichi; ur. 14 maja 1970 roku w Gifu) - japoński piłkarz, reprezentant kraju.

## Kariera klubowa
Od 1989 do 2006 roku występował w klubach JEF United Ichihara i Yokohama F. Marinos.

## Kariera reprezentacyjna
W reprezentacji Japonii zadebiutował w 1995. W reprezentacji Japonii występował w latach 1995-1997. W sumie w reprezentacji wystąpił w 9 spotkaniach.

## Statystyki
| Reprezentacja Japonii | Reprezentacja Japonii | Reprezentacja Japonii |
| Rok                   | Mecze                 | Gole                  |
| --------------------- | --------------------- | --------------------- |
| 1995                  | 1                     | 0                     |
| 1996                  | 7                     | 0                     |
| 1997                  | 1                     | 0                     |
| Razem                 | 9                     | 0                     |

## Osiągnięcia
- J-League: 2003, 2004
- Puchar J-League: 2001